# Арсланкулов, Ташпулат
Ташпулат Арсланку́лов (узб. Тошпўлат Арслонқулов 1882 — 9 мая 1962) — узбекский резчик по ганчу. Его произведения хранятся в музеях Москвы, Санкт-Петербурга и других городах. народный художник Узбекской ССР (1944).

## Биография
Родился в 1882 году в Ташкенте (ныне Узбекистан). Происходит из семьи потомственных мастеров резьбы по ганчу. Искусству резьбы мальчик начал обучаться резьбе с детства, и в 12—13 лет уже помогал выполнять отцу важные заказы.
В своём творчестве чаще применял растительный узор ислими, иногда сочетая его с геометрическим орнаментом (гирихом). В числе архитектурных памятников, отделку которых выполнил Ташпулат Арсланкулов: музыкально-драматический театр имени Мукими, Узбекский драматический театр имени Хамзы, зал заседаний Президиума Верховного Совета Узбекской ССР, дом А. Половцева, здание облисполкома. Одной из наиболее выдающихся его работ стал Ташкентский зал в ГУзбТОБ имени А. Навои в Ташкенте. Используя народные традиции оформления жилого узбекского дома, он создал богатую единую орнаментальную композицию.
Скончался 9 мая 1962 года в Ташкенте.

## Награды и премии
- Сталинская премия первой степени (1948) — за архитектуру здания ГУзбТОБ имени А. Навои в Ташкенте
- народный художник Узбекской ССР (1944)
- Орден «Знак Почёта» (18 марта 1959)